# محوطه عبدآباد
محوطه عبدآباد مربوط به سده‌های اولیه اسلامی - سده ۷ ق است و در شهرستان تربت حیدریه واقع شده و این اثر در تاریخ ۷ شهریور ۱۳۸۴ با شمارهٔ ثبت ۱۳۴۳۲ به‌عنوان یکی از آثار ملی ایران به ثبت رسیده‌است.